# Yo-kai Watch Shadowside
Yo-kai Watch Shadowside (妖怪ウォッチ シャドウサイド Yōkai Wotchi Shadōsaido?) es una serie sobrenatural anime producida por OLM. Es la continuación de la película de 2017 Yo-kai Watch Shadowside: El retorno del Rey Oni y una continuación adecuada de la serie de anime original Yo-kai Watch, originalmente basado en los juegos creados por Level-5. Tanto Shinji Ushiro como Yōichi Katō regresan para dirigir y escribir oficialmente el anime junto al nuevo equipo. Se estrenó en todas las estaciones de TXN en Japón el 13 de abril de 2018.

## Trama
Tomando lugar después de los eventos de la cuarta película, la serie se centra en Nolan Adams, el hermano menor de Natalie Adams que no cree en ningún fenómeno sobrenatural a su alrededor. Pero cuando se da cuenta de que su hermana mayor frecuentemente regresa a casa tarde, decidió acosarla, solo para descubrir que ella está cumpliendo con sus deberes exorcizando al malvado Yo-Kai Gertrudis junto a sus amigos y dirigiendo una agencia de detectives Yo-Kai. Con su secreto revelado, Natalie decidió dejarlo seguir sus actividades mientras investigan los crímenes de Yo-Kai y se enfrentan al malvado Yo-Kai Taiga para mantener la paz en toda la ciudad de Stahl.

## Producción
Antes de la revelación de Shadowside, el anime original vio un retroceso en 2017 debido a las asombrosamente bajas ventas de juegos posteriores en la serie principal y caídas de audiencia para el primer anime. La serie fue concebida después de la producción de la película, y se reveló oficialmente en la edición de marzo de 2018 de Coro Coro Comic ya que la película sirve como precuela del anime y la serie de anime original después de la caída de interés reportada al IP. El anime, al igual que la película que lo precedió, sigue una ruta mucho más oscura para despertar el interés de los espectadores mayores. Junto a los personajes que regresan, dos nuevos diseños de Yo-kai han sido revelados. Junto a los nuevos diseños, los personajes de la película tienen diferentes actores de voz también The official promo video was shown in Anime Japan 2018, which details the series's plot.

## Media

### Anime
El anime se estrenó oficialmente en todas las estaciones de TXN en Japón, incluyendo TV Tokyo y TV Osaka el 13 de abril de 2018, reemplazando el original Yo-kai Watch serie de anime en su intervalo de tiempo, con el primer y segundo episodio estrenando el mismo día como especial de una hora. El tema de apertura se titula "Toki o Matou" (時を待とう Toki o matou?, "Esperando el tiempo") por Hard Birds mientras que el tema final se titula "Funky Boogie Bar" (ファンキー・ブギブバー Fankī bugibubā?) por King Cream Soda.

### Videojuego
Akihiro Hino anunció que la adaptación del videojuego de la serie, titulada Yo-Kai Watch 4, que está desarrollado y publicado por Level-5 y se lanzó en el Nintendo Switch en Japón en 2019. También se lanzó en PS4 y se lanzará en una futura consola llamada ''somos aureos'', la cuál está siendo desarrollada por La Cafetería de Maidnyan y la Playa de Beach Hime.

## Reparto
| Personaje                       | Seiyū             |
| ------------------------------- | ----------------- |
| Keisuke Amano/ Nolan Adams      | Haruka Tomatsu    |
| Natsume Amano/ Natalie Adams    | Aoi Yūki          |
| Touma Tsukinami/ Thomas Arango  | Yoshiaki Hasegawa |
| Akinori Arihoshi/ Armando Solar | Mutsumi Tamura    |
| Whisper                         | Tomokazu Seki     |
| Jibanyan                        | Takaya Kuroda     |
| Komasan                         | Daisuke Hirakawa  |
| Bourei Banchou/ Señor Golpetazo | Tomokazu Seki     |
| Zundoumaru/ Tetembre            | Tooru Nara        |
| Junior/ Pequeñín                | Etsuko Kozakura   |
| Keita Amano/ Nathan Adams       | Kensuke Satō      |
| Fumika Amano/ Katie Adams       | Aya Endo          |
| Charlie/ Bicicleto              | Masashi Yabe      |
| Narrador/Insertos               | N/A               |